# Мая Новоселска
Мая Първанова Новоселска-Москова е българска актриса.

## Биография
Мая Новоселска е родена на 6 май 1963 г. в София. Завършва актьорско майсторство за куклен театър при Юлия Огнянова и Елена Владова във ВИТИЗ „Кр. Сарафов“ (1985).

## Кариера
Дебютира в ролята на Мисличка за летене в „Някои могат, други не“ – композиция Теди Москов по Еди Шварц и Маргарит Минков в Държавен куклен театър – Добрич (1986). Работила е в Държавен куклен театър – Добрич (1986-88), Регионален Драматичен Театър – Смолян (1988-89), Общински театър „Сириус“ (1989-90), Народен театър за младежта (1990-91), в Първи частен театър „Ла Страда“ (от 1991). Работила е още в театри в Дюселдорф, Бохум, Хамбург. С Театър „Българска армия“ е играла в много театрални центрове по света – Москва, Авиньон, Ерусалим, Цюрих, Лайпциг, Дрезден. Участва в постановките „Майстора и Маргарита“, „Комедия на слугите“, „Фантасмагории“ в Театъра на армията и „Мармалад“ в „Сълза и смях“, който се играе 11-и сезон.
Характерни за нейната игра са клоунадно стилизираните жестове, мимики, движения и умението и да използва различни говорни регистри. Нейните герои са малко смешни и малко тъжни, изглеждат невинни, раними и гротескни, без актрисата да ги лишава от одухотвореното им човешко излъчване.
Широко известна на публиката с телевизионното шоу „Улицата“.
Роли: Уродът във „Фантасмагории“ – по Ернст Теодор Амадеус Хофман, Водният дух в „Приказка за скитник“ – по Карел Чапек, Жулиета в „Ромео и Жулиета“, Стената в „Сън в лятна нощ“ – Уилям Шекспир, Йозеф К. в „Процесът“ – по Франц Кафка, поредица персонажи в „Гоца и Пантагюрел“ – по Франсоа Рабле и Йордан Радичков; „Улицата“ – композиция Теди Москов; „Мармалад“ – композиция Теди Москов; Клоун в „Бивалици-небивалици“ – по Петко Рачов Славейков и др.
Участва във филма „Рапсодия в бяло“.
Лауреат на „Аскеер' 95“ за спектакъла „Мармалад“. Награда на името на Ив Монтан за най-добра актриса – 2002 г. за филма „Рапсодия в бяло“. Носител на национални и международни награди.
Носител на наградата „Икар“ на Съюза на артистите в България „за главна женска роля“, за ролята ѝ в моноспектакъла „Едно малко радио“ от Мая Новоселска, Теди Москов и Борислав Стоилов, режисьор Теди Москов, Продуцентска къща „Артишок“ и Сатиричен театър „Алеко Константинов“, 2012.

## Личен живот
Съпруга на режисьора Теди Москов, имат син Иван.

## Телевизионен театър
- „Братът на Бай Ганя Балкански“ (мюзикъл, 1997) – Радка Спасова
- „Големанов“ (по Ст. Л. Костов, сц. и реж. Иван Ничев, 1995)

## Филмография
- Врабците през октомври (8-сер. тв, 2006) – Пилето
- Рапсодия в бяло (2002)
- Госпожа Динозавър (2002) - жената с птиците
- Всичко от нула (1996)
- Улицата  (1992 - 2004)